# 2010-es labdarúgó-világbajnokság-selejtező (UEFA)
A 2010-es labdarúgó-világbajnokság európai selejtező mérkőzései 2008. augusztus 20-án kezdődtek meg, a 2008-as labdarúgó-Európa-bajnokság után. A kilenc csoportba kisorsolt 53 csapat azért küzdött, hogy kijusson a 2010-es Dél-Afrika által megrendezésre kerülő labdarúgó-bajnokságra. Montenegró első ízben vett részt világbajnoki-selejtezőn.

## A selejtező lebonyolítása
Nyolc hatcsapatos és egy ötcsapatos csoportot képeztek sorsolással. A csoportokban körmérkőzéses, oda-visszavágós rendszerben mérkőztek meg a csapatok egymással. A sorozat végén a kilenc csoportelső automatikusan kijutott a világbajnokságra, míg a nyolc legjobb csoportmásodik között oda-visszavágós pótselejtező került megrendezésre. A pótselejtezők győztesei jutottak ki a 2010-es labdarúgó-világbajnokságra.

## Kiemelés és csoportbeosztás
Az európai labdarúgó-válogatottak kiemelését a 2007. novemberi FIFA-világranglista alapján végezték. A csapatokat öt kilenctagú és egy nyolctagú kalapba osztották a rangsorolásnak megfelelően.
| "A" kalap | "B" kalap                                                                                                  | "C" kalap                                                                                         |
| --- | --- | ------------------------------------------------------------------------------------------------- |
| - Olaszország - Spanyolország - Németország - Csehország - Franciaország - Portugália - Hollandia - Horvátország - Görögország | - Anglia - Románia - Skócia - Törökország - Bulgária - Oroszország - Lengyelország - Svédország - Izrael   | - Norvégia - Ukrajna - Szerbia - Dánia - Észak-Írország - Írország - Finnország - Svájc - Belgium |
| "D" kalap | "E" kalap                                                                                                  | "F" kalap                                                                                         |
| - Szlovákia - Bosznia-Hercegovina - Magyarország - Moldova - Wales - Macedónia - Fehéroroszország - Litvánia - Ciprus          | - Grúzia - Albánia - Szlovénia - Lettország - Izland - Örményország - Ausztria - Kazahsztán - Azerbajdzsán | - Liechtenstein - Észtország - Málta - Luxemburg - Montenegró - Andorra - Feröer - San Marino     |

## Csoportok
A sorsolást az "F" jelű kalappal kezdték meg, és az egyes csoportokba helyezték a kalapból kihúzott csapatokat. Mivel az "F" jelű kalapban csak nyolc csapat volt, ezért a 9. csoport hatodik helye üresen maradt. Az "E" jelű urnától kezdődően már minden egyes csoportba került egy-egy csapat, minden kalapból.

### 1. csoport
| Hely. | Csapat       | M  | Gy | D | V | G+ | G– | Gk  | P  | Továbbjutás                         |     | Dánia | Portugália | Svédország | Magyarország | Albánia | Málta |
| ----- | ------------ | -- | -- | - | - | -- | -- | --- | -- | ----------------------------------- | --- | ----- | ---------- | ---------- | ------------ | ------- | ----- |
| 1.    | Dánia        | 10 | 6  | 3 | 1 | 16 | 5  | +11 | 21 | Kijutott a 2010-es világbajnokságra |     | —     | 1–1        | 1–0        | 0–1          | 3–0     | 3–0   |
| 2.    | Portugália   | 10 | 5  | 4 | 1 | 17 | 5  | +12 | 19 | Továbbjutott a második fordulóba    |     | 2–3   | —          | 0–0        | 3–0          | 0–0     | 4–0   |
| 3.    | Svédország   | 10 | 5  | 3 | 2 | 13 | 5  | +8  | 18 |                                     |     | 0–1   | 0–0        | —          | 2–1          | 4–1     | 4–0   |
| 4.    | Magyarország | 10 | 5  | 1 | 4 | 10 | 8  | +2  | 16 |                                     | 0–0 | 0–1   | 1–2        | —          | 2–0          | 3–0     |       |
| 5.    | Albánia      | 10 | 1  | 4 | 5 | 6  | 13 | −7  | 7  |                                     | 1–1 | 1–2   | 0–0        | 0–1        | —            | 3–0     |       |
| 6.    | Málta        | 10 | 0  | 1 | 9 | 0  | 26 | −26 | 1  |                                     | 0–3 | 0–4   | 0–1        | 0–1        | 0–0          | —       |       |

### 2. csoport
| Hely. | Csapat      | M  | Gy | D | V | G+ | G– | Gk  | P  | Továbbjutás                         |     | Svájc | Görögország | Lettország | Izrael | Luxemburg | Moldova |
| ----- | ----------- | -- | -- | - | - | -- | -- | --- | -- | ----------------------------------- | --- | ----- | ----------- | ---------- | ------ | --------- | ------- |
| 1.    | Svájc       | 10 | 6  | 3 | 1 | 18 | 8  | +10 | 21 | Kijutott a 2010-es világbajnokságra |     | —     | 2–0         | 2–1        | 0–0    | 1–2       | 2–0     |
| 2.    | Görögország | 10 | 6  | 2 | 2 | 20 | 10 | +10 | 20 | Továbbjutott a második fordulóba    |     | 1–2   | —           | 5–2        | 2–1    | 2–1       | 3–0     |
| 3.    | Lettország  | 10 | 5  | 2 | 3 | 18 | 15 | +3  | 17 |                                     |     | 2–2   | 0–2         | —          | 1–1    | 2–0       | 3–2     |
| 4.    | Izrael      | 10 | 4  | 4 | 2 | 20 | 10 | +10 | 16 |                                     | 2–2 | 1–1   | 0–1         | —          | 7–0    | 3–1       |         |
| 5.    | Luxemburg   | 10 | 1  | 2 | 7 | 4  | 25 | −21 | 5  |                                     | 0–3 | 0–3   | 0–4         | 1–3        | —      | 0–0       |         |
| 6.    | Moldova     | 10 | 0  | 3 | 7 | 6  | 18 | −12 | 3  |                                     | 0–2 | 1–1   | 1–2         | 1–2        | 0–0    | —         |         |

### 3. csoport
| Hely. | Csapat         | M  | Gy | D | V  | G+ | G– | Gk  | P  | Továbbjutás                         |     | Szlovákia | Szlovénia | Csehország | Észak-Írország | Lengyelország | San Marino |
| ----- | -------------- | -- | -- | - | -- | -- | -- | --- | -- | ----------------------------------- | --- | --------- | --------- | ---------- | -------------- | ------------- | ---------- |
| 1.    | Szlovákia      | 10 | 7  | 1 | 2  | 22 | 10 | +12 | 22 | Kijutott a 2010-es világbajnokságra |     | —         | 0–2       | 2–2        | 2–1            | 2–1           | 7–0        |
| 2.    | Szlovénia      | 10 | 6  | 2 | 2  | 18 | 4  | +14 | 20 | Továbbjutott a második fordulóba    |     | 2–1       | —         | 0–0        | 2–0            | 3–0           | 5–0        |
| 3.    | Csehország     | 10 | 4  | 4 | 2  | 17 | 6  | +11 | 16 |                                     |     | 1–2       | 1–0       | —          | 0–0            | 2–0           | 7–0        |
| 4.    | Észak-Írország | 10 | 4  | 3 | 3  | 13 | 9  | +4  | 15 |                                     | 0–2 | 1–0       | 0–0       | —          | 3–2            | 4–0           |            |
| 5.    | Lengyelország  | 10 | 3  | 2 | 5  | 19 | 14 | +5  | 11 |                                     | 0–1 | 1–1       | 2–1       | 1–1        | —              | 10–0          |            |
| 6.    | San Marino     | 10 | 0  | 0 | 10 | 1  | 47 | −46 | 0  |                                     | 1–3 | 0–3       | 0–3       | 0–3        | 0–2            | —             |            |

### 4. csoport
| Hely. | Csapat        | M  | Gy | D | V | G+ | G– | Gk  | P  | Továbbjutás                         |     | Németország | Oroszország | Finnország | Wales | Azerbajdzsán | Liechtenstein |
| ----- | ------------- | -- | -- | - | - | -- | -- | --- | -- | ----------------------------------- | --- | ----------- | ----------- | ---------- | ----- | ------------ | ------------- |
| 1.    | Németország   | 10 | 8  | 2 | 0 | 26 | 5  | +21 | 26 | Kijutott a 2010-es világbajnokságra |     | —           | 2–1         | 1–1        | 1–0   | 4–0          | 4–0           |
| 2.    | Oroszország   | 10 | 7  | 1 | 2 | 19 | 6  | +13 | 22 | Továbbjutott a második fordulóba    |     | 0–1         | —           | 3–0        | 2–1   | 2–0          | 3–0           |
| 3.    | Finnország    | 10 | 5  | 3 | 2 | 14 | 14 | 0   | 18 |                                     |     | 3–3         | 0–3         | —          | 2–1   | 1–0          | 2–1           |
| 4.    | Wales         | 10 | 4  | 0 | 6 | 9  | 12 | −3  | 12 |                                     | 0–2 | 1–3         | 0–2         | —          | 1–0   | 2–0          |               |
| 5.    | Azerbajdzsán  | 10 | 1  | 2 | 7 | 4  | 14 | −10 | 5  |                                     | 0–2 | 1–1         | 1–2         | 0–1        | —     | 0–0          |               |
| 6.    | Liechtenstein | 10 | 0  | 2 | 8 | 2  | 23 | −21 | 2  |                                     | 0–6 | 0–1         | 1–1         | 0–2        | 0–2   | —            |               |

### 5. csoport
| Hely. | Csapat              | M  | Gy | D | V | G+ | G– | Gk  | P  | Továbbjutás                         |     | Spanyolország | Bosznia-Hercegovina | Törökország | Belgium | Észtország | Örményország |
| ----- | ------------------- | -- | -- | - | - | -- | -- | --- | -- | ----------------------------------- | --- | ------------- | ------------------- | ----------- | ------- | ---------- | ------------ |
| 1.    | Spanyolország       | 10 | 10 | 0 | 0 | 28 | 5  | +23 | 30 | Kijutott a 2010-es világbajnokságra |     | —             | 1–0                 | 1–0         | 5–0     | 3–0        | 4–0          |
| 2.    | Bosznia-Hercegovina | 10 | 6  | 1 | 3 | 25 | 13 | +12 | 19 | Továbbjutott a második fordulóba    |     | 2–5           | —                   | 1–1         | 2–1     | 7–0        | 4–1          |
| 3.    | Törökország         | 10 | 4  | 3 | 3 | 13 | 10 | +3  | 15 |                                     |     | 1–2           | 2–1                 | —           | 1–1     | 4–2        | 2–0          |
| 4.    | Belgium             | 10 | 3  | 1 | 6 | 13 | 20 | −7  | 10 |                                     | 1–2 | 2–4           | 2–0                 | —           | 3–2     | 2–0        |              |
| 5.    | Észtország          | 10 | 2  | 2 | 6 | 9  | 24 | −15 | 8  |                                     | 0–3 | 0–2           | 0–0                 | 2–0         | —       | 1–0        |              |
| 6.    | Örményország        | 10 | 1  | 1 | 8 | 6  | 22 | −16 | 4  |                                     | 1–2 | 0–2           | 0–2                 | 2–1         | 2–2     | —          |              |

### 6. csoport
| Hely. | Csapat           | M  | Gy | D | V  | G+ | G– | Gk  | P  | Továbbjutás                         |     | Anglia | Ukrajna | Horvátország | Fehéroroszország | Kazahsztán | Andorra |
| ----- | ---------------- | -- | -- | - | -- | -- | -- | --- | -- | ----------------------------------- | --- | ------ | ------- | ------------ | ---------------- | ---------- | ------- |
| 1.    | Anglia           | 10 | 9  | 0 | 1  | 34 | 6  | +28 | 27 | Kijutott a 2010-es világbajnokságra |     | —      | 2–1     | 5–1          | 3–0              | 5–1        | 6–0     |
| 2.    | Ukrajna          | 10 | 6  | 3 | 1  | 21 | 6  | +15 | 21 | Továbbjutott a második fordulóba    |     | 1–0    | —       | 0–0          | 1–0              | 2–1        | 5–0     |
| 3.    | Horvátország     | 10 | 6  | 2 | 2  | 19 | 13 | +6  | 20 |                                     |     | 1–4    | 2–2     | —            | 1–0              | 3–0        | 4–0     |
| 4.    | Fehéroroszország | 10 | 4  | 1 | 5  | 19 | 14 | +5  | 13 |                                     | 1–3 | 0–0    | 1–3     | —            | 4–0              | 5–1        |         |
| 5.    | Kazahsztán       | 10 | 2  | 0 | 8  | 11 | 29 | −18 | 6  |                                     | 0–4 | 1–3    | 1–2     | 1–5          | —                | 3–0        |         |
| 6.    | Andorra          | 10 | 0  | 0 | 10 | 3  | 39 | −36 | 0  |                                     | 0–2 | 0–6    | 0–2     | 1–3          | 1–3              | —          |         |

### 7. csoport
| Hely. | Csapat        | M  | Gy | D | V | G+ | G– | Gk  | P  | Továbbjutás                         |     | Szerbia | Franciaország | Ausztria | Litvánia | Románia | Feröer |
| ----- | ------------- | -- | -- | - | - | -- | -- | --- | -- | ----------------------------------- | --- | ------- | ------------- | -------- | -------- | ------- | ------ |
| 1.    | Szerbia       | 10 | 7  | 1 | 2 | 22 | 8  | +14 | 22 | Kijutott a 2010-es világbajnokságra |     | —       | 1–1           | 1–0      | 3–0      | 5–0     | 2–0    |
| 2.    | Franciaország | 10 | 6  | 3 | 1 | 18 | 9  | +9  | 21 | Továbbjutott a második fordulóba    |     | 2–1     | —             | 3–1      | 1–0      | 1–1     | 5–0    |
| 3.    | Ausztria      | 10 | 4  | 2 | 4 | 14 | 15 | −1  | 14 |                                     |     | 1–3     | 3–1           | —        | 2–1      | 2–1     | 3–1    |
| 4.    | Litvánia      | 10 | 4  | 0 | 6 | 10 | 11 | −1  | 12 |                                     | 2–1 | 0–1     | 2–0           | —        | 0–1      | 1–0     |        |
| 5.    | Románia       | 10 | 3  | 3 | 4 | 12 | 18 | −6  | 12 |                                     | 2–3 | 2–2     | 1–1           | 0–3      | —        | 3–1     |        |
| 6.    | Feröer        | 10 | 1  | 1 | 8 | 5  | 20 | −15 | 4  |                                     | 0–2 | 0–1     | 1–1           | 2–1      | 0–1      | —       |        |

### 8. csoport
| Hely. | Csapat      | M  | Gy | D | V | G+ | G– | Gk  | P  | Továbbjutás                         |     | Olaszország | Írország | Bulgária | Ciprusi Köztársaság | Montenegró | Grúzia |
| ----- | ----------- | -- | -- | - | - | -- | -- | --- | -- | ----------------------------------- | --- | ----------- | -------- | -------- | ------------------- | ---------- | ------ |
| 1.    | Olaszország | 10 | 7  | 3 | 0 | 18 | 7  | +11 | 24 | Kijutott a 2010-es világbajnokságra |     | —           | 1–1      | 2–0      | 3–2                 | 2–1        | 2–0    |
| 2.    | Írország    | 10 | 4  | 6 | 0 | 12 | 8  | +4  | 18 | Továbbjutott a második fordulóba    |     | 2–2         | —        | 1–1      | 1–0                 | 0–0        | 2–1    |
| 3.    | Bulgária    | 10 | 3  | 5 | 2 | 17 | 13 | +4  | 14 |                                     |     | 0–0         | 1–1      | —        | 2–0                 | 4–1        | 6–2    |
| 4.    | Ciprus      | 10 | 2  | 3 | 5 | 14 | 16 | −2  | 9  |                                     | 1–2 | 1–2         | 4–1      | —        | 2–2                 | 2–1        |        |
| 5.    | Montenegró  | 10 | 1  | 6 | 3 | 9  | 14 | −5  | 9  |                                     | 0–2 | 0–0         | 2–2      | 1–1      | —                   | 2–1        |        |
| 6.    | Grúzia      | 10 | 0  | 3 | 7 | 7  | 19 | −12 | 3  |                                     | 0–2 | 1–2         | 0–0      | 1–1      | 0–0                 | —          |        |

### 9. csoport
| Hely. | Csapat    | M | Gy | D | V | G+ | G– | Gk  | P  | Továbbjutás                         |     | Hollandia | Norvégia | Skócia | Észak-Macedónia | Izland |
| ----- | --------- | - | -- | - | - | -- | -- | --- | -- | ----------------------------------- | --- | --------- | -------- | ------ | --------------- | ------ |
| 1.    | Hollandia | 8 | 8  | 0 | 0 | 17 | 2  | +15 | 24 | Kijutott a 2010-es világbajnokságra |     | —         | 2–0      | 3–0    | 4–0             | 2–0    |
| 2.    | Norvégia  | 8 | 2  | 4 | 2 | 9  | 7  | +2  | 10 | Továbbjutott a második fordulóba    |     | 0–1       | —        | 4–0    | 2–1             | 2–2    |
| 3.    | Skócia    | 8 | 3  | 1 | 4 | 6  | 11 | −5  | 10 |                                     |     | 0–1       | 0–0      | —      | 2–0             | 2–1    |
| 4.    | Macedónia | 8 | 2  | 1 | 5 | 5  | 11 | −6  | 7  |                                     | 1–2 | 0–0       | 1–0      | —      | 2–0             |        |
| 5.    | Izland    | 8 | 1  | 2 | 5 | 7  | 13 | −6  | 5  |                                     | 1–2 | 1–1       | 1–2      | 1–0    | —               |        |

## Pótselejtezők
A pótselejtezőkön a nyolc legjobb csoportmásodik nemzet mérkőzhetett a világbajnoki részvételért.

### Csoportmásodikok sorrendjének meghatározása
Egy csoportban (9. csoport) csak öt csapat vett részt, ezért az 1–8. csoportok második helyén végzett csapatok esetén a csoportjukban hatodik helyezett csapat elleni eredményeket nem kellett figyelembe venni a rangsorolásnál. A csoportmásodikok sorrendjét a következők szerint kellett meghatározni:
1. több szerzett pont
2. jobb gólkülönbség
3. több szerzett gól
4. több idegenben szerzett gól
5. jobb UEFA-együttható
6. jobb fair play pontszám
7. sorsolás

| Hely. | Cs | Csapat              | M | Gy | D | V | G+ | G– | Gk | P  | Továbbjutás                      |
| ----- | -- | ------------------- | - | -- | - | - | -- | -- | -- | -- | -------------------------------- |
| 1.    | 4  | Oroszország         | 8 | 5  | 1 | 2 | 15 | 6  | +9 | 16 | Továbbjutott a második fordulóba |
| 2.    | 2  | Görögország         | 8 | 5  | 1 | 2 | 16 | 9  | +7 | 16 | Továbbjutott a második fordulóba |
| 3.    | 6  | Ukrajna             | 8 | 4  | 3 | 1 | 10 | 6  | +4 | 15 | Továbbjutott a második fordulóba |
| 4.    | 7  | Franciaország       | 8 | 4  | 3 | 1 | 12 | 9  | +3 | 15 | Továbbjutott a második fordulóba |
| 5.    | 3  | Szlovénia           | 8 | 4  | 2 | 2 | 10 | 4  | +6 | 14 | Továbbjutott a második fordulóba |
| 6.    | 5  | Bosznia-Hercegovina | 8 | 4  | 1 | 3 | 19 | 12 | +7 | 13 | Továbbjutott a második fordulóba |
| 7.    | 1  | Portugália          | 8 | 3  | 4 | 1 | 9  | 5  | +4 | 13 | Továbbjutott a második fordulóba |
| 8.    | 8  | Írország            | 8 | 2  | 6 | 0 | 8  | 6  | +2 | 12 | Továbbjutott a második fordulóba |
| 9.    | 9  | Norvégia            | 8 | 2  | 4 | 2 | 9  | 7  | +2 | 10 |                                  |

### Párosítások
Négy párosítást sorsoltak, a csapatok oda-visszavágós rendszerben mérkőztek meg. A párosítások győztesei kijutottak a 2010-es labdarúgó-világbajnokságra.
| 1. csapat   | Össz.Tooltip Aggregate score | 2. csapat           | 1. mérk. | 2. mérk.   |
| ----------- | ---------------------------- | ------------------- | -------- | ---------- |
| Írország    | 1–2                          | Franciaország       | 0–1      | 1–1 (h.u.) |
| Portugália  | 2–0                          | Bosznia-Hercegovina | 1–0      | 1–0        |
| Görögország | 1–0                          | Ukrajna             | 0–0      | 1–0        |
| Oroszország | 2–2 (i.g.)                   | Szlovénia           | 2–1      | 0–1        |

## Góllövőlista
Alapvető sorrend: gólok száma (csökkenő); játszott percek (növekvő); országnév; játékosnév.
| Helyezés | Játékos                       | Nemzet              | Gólok | Játszott percek | Percek / gól |
| -------- | ----------------------------- | ------------------- | ----- | --------------- | ------------ |
| 1.       | Theofánisz Gékasz             | Görögország         | 10    | 671'            | 67' 5"       |
| 2.       | Wayne Rooney                  | Anglia              | 9     | 760'            | 84' 26"      |
| 3.       | Edin Džeko                    | Bosznia-Hercegovina | 9     | 890'            | 98' 53"      |
| 4.       | Miroslav Klose                | Németország         | 7     | 492'            | 70' 17"      |
| 5.       | David Villa                   | Spanyolország       | 7     | 555'            | 79' 17"      |
| 6.       | Euzebiusz Smolarek            | Lengyelország       | 6     | 433'            | 72' 10"      |
| 7.       | Stanislav Šesták              | Szlovákia           | 6     | 469'            | 78' 10"      |
| 8.       | Marc Janko                    | Ausztria            | 6     | 545'            | 90' 49"      |
| 9.       | Andrij Mikolajovics Sevcsenko | Ukrajna             | 6     | 585'            | 97' 30"      |
| 10.      | Elyaniv Barda1 (אליניב ברדה)  | Izrael              | 6     | 625'            | 104' 10"     |
| 11.      | Wesley Sonck                  | Belgium             | 6     | 681'            | 113' 30"     |
| 12.      | Lukas Podolski                | Németország         | 6     | 764'            | 127' 19"     |
| 13.      | 13 játékos                    | 13 játékos          | 5     | –               | –            |
| 26.      | 12 játékos                    | 12 játékos          | 4     | –               | –            |
| 38.      | 36 játékos                    | 36 játékos          | 3     | –               | –            |
| 74.      | 81 játékos                    | 81 játékos          | 2     | –               | –            |
| 155.     | 230 játékos                   | 230 játékos         | 1     | –               | –            |

1 Az izraeli játékosnak nincs magyar lapja, az angol wikipedia alapján van megadva a neve. Épp ezért a neve után szerepel a neve héberül is.
Forrás: FIFA.com
Öngólok
Alapvető sorrend: gólok száma (csökkenő); országnév; játékosnév.
| Játékos             | Nemzet        | Gólok | Ellenfél                |
| ------------------- | ------------- | ----- | ----------------------- |
| Kaha Kaladze        | Grúzia        | 2     | Olaszország (mindkettő) |
| Ildefons Lima       | Andorra       | 1     | Ukrajna                 |
| Jón Rói Jacobsen    | Feröer        | 1     | Szerbia                 |
| Veli Lampi          | Finnország    | 1     | Oroszország             |
| Petri Pasanen       | Finnország    | 1     | Oroszország             |
| Avraám Papadópulosz | Görögország   | 1     | Luxemburg               |
| Kevin Kilbane       | Írország      | 1     | Bulgária                |
| Alekszandr Kucsma   | Kazahsztán    | 1     | Anglia                  |
| Seweryn Gancarczyk  | Lengyelország | 1     | Szlovákia               |
| Michał Żewłakow     | Lengyelország | 1     | Észak-Írország          |
| Mario Frick         | Liechtenstein | 1     | Wales                   |
| Ian Azzopardi       | Málta         | 1     | Svédország              |
| Brian Said          | Málta         | 1     | Portugália              |
| Julien Escudé       | Románia       | 1     | Franciaország           |
| Dorel Stoica        | Románia       | 1     | Szerbia                 |
| Ján Ďurica          | Szlovákia     | 1     | Észak-Írország          |
| Ashley Williams     | Wales         | 1     | Németország             |